# Opération Crossbow
L'opération Crossbow en français : « Opération Arbalète » est une série d'opérations de bombardements aériens, effectuées par les Alliés pendant la Seconde Guerre mondiale contre les systèmes d'arme en construction ou achevés V1 et V2 de décembre 1943 jusqu'à mars 1945. 

## Contexte
Dès 1942, grâce aux renseignements de divers réseaux de résistance et malgré un certain scepticisme de l'état-major, le service du contre-espionnage allié est au courant de l'existence des armes secrètes V2.
Le rôle de la Résistance dans cette page de l'histoire du renseignement est indéniable. Qu'il s'agisse des Polonais ou des Français, leurs réseaux ont démontré qu'on ne pouvait se passer d'eux et qu'ils pouvaient mener des opérations d'espionnage. En effet, les reconnaissances aériennes démontrent les limites de leur efficacité, les Allemands ayant camouflé leurs installations.
Jusque fin 1943, les services anglais et américains estiment que ce type d'armes ne peut exister. Malgré tout, en 1943, l'état-major allié (SHAEF) décide le bombardement systématique des rampes de lancement des armes V.

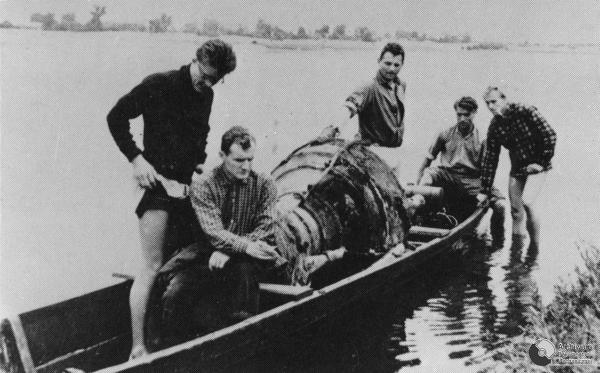
Partie d'une fusée V2 récupérée dans la rivière polonaise Boug près de Sarnaki en mai 1944

En février 1944, les réseaux de résistance avertissent Londres que les Allemands sont parvenus à lancer des V1 depuis un avion. Le bombardier Heinkel 111 est adopté pour le lancement des V1 aéroportés. Ces appareils sont basés aux Pays-Bas et les V1 qu'ils lancent évitent le barrage de DCA.
Le 10 juin 1944, les sceptiques n'ont toujours pas désarmé. Mais, dans la nuit du 25 au 26 juillet 1944, a lieu l'Opération Most III au cours de laquelle un Dakota de la Royal Air Force se pose sur un terrain en Pologne pour embarquer un V2 intact fourni par la Résistance polonaise. Les experts constatent alors que l'engin correspond aux descriptions faites en 1942. Ce premier V2 remis par des résistants polonais est étudié par les scientifiques alliés. Il leur faut dix-sept jours pour comprendre le fonctionnement du moteur et trois mois pour appréhender le fonctionnement de l'engin.

## L'opération
Les objectifs de l'opération sont de détruire les centres d'études ou essais, les bases lourdes ou les rampes de lancement, les dépôts et les centres de production.
Les bombardements principaux sont :
- 22 juin 1944 : bombardement du dépôt de V1 de Nucourt par 70 B17
- 27 juin 1944 : bombardement du dépôt de V1 de Saint-Leu-d'Esserent par 91 B24
- 4 juillet 1944 : bombardement du dépôt de V1 de Saint-Leu-d'Esserent par 248 Lancaster
- 7 juillet 1944 : bombardement du dépôt de V1 de Saint-Leu-d'Esserent par 208 Lancaster et 13 Mosquito
- 15 juillet 1944 : bombardement du dépôt de V1 de Nucourt par 47 Lancaster et 6 Mosquito
- 31 juillet 1944 : bombardement du dépôt de V1 du tunnel ferroviaire de Rilly-la-Montagne/Germaine (Marne) par 97 Lancaster et 36 Mosquito, dont 16 appareils de l'escadron no 617 de la RAF (perte d'un appareil)
- 5 août 1944 : bombardement du dépôt de V1 de Saint-Leu-d'Esserent par 469 Halifax, 272 Lancaster et 16 Mosquito.

## Bilan
À fin août 1944, Saint-Leu-d'Esserent est détruite à 85 %, le site est inutilisable par les Allemands.
La dernière bombe volante atteint le village anglais de Datchworth proche de Hertford le 29 mars 1945.

### Filmographie
- Opération Crossbow